# Міська лоджія (Трогір)

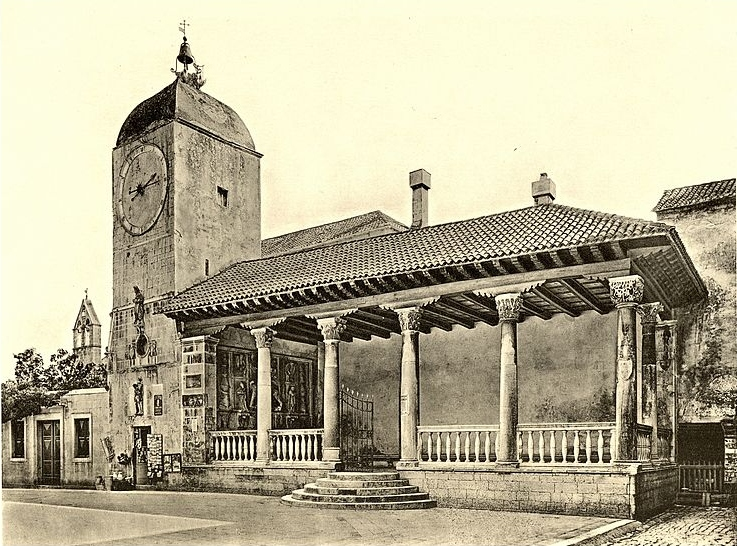
Міська лоджія, 1909

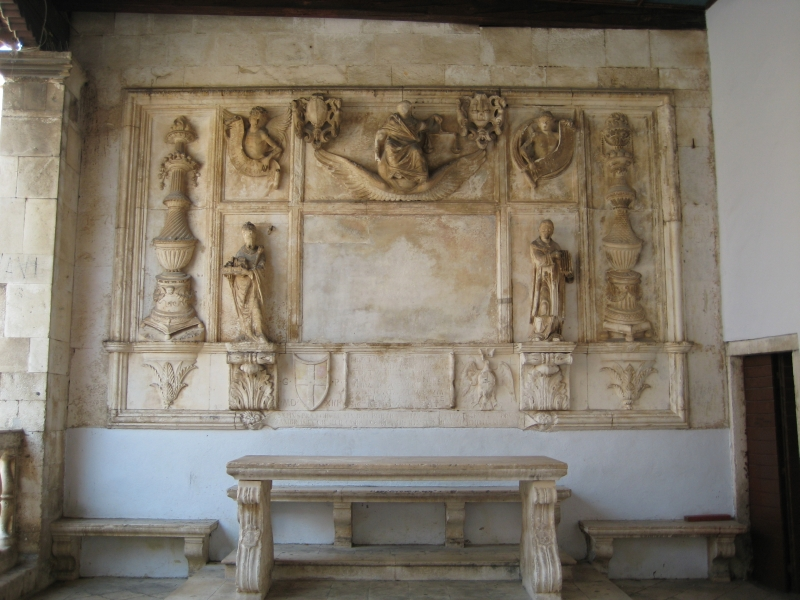
Нікола Флорентинець, барельєф над суддівським столом, XV ст., Міська лоджія

Міська́ ло́джія (хорв. Gradska loža) — лоджія у м. Трогір (Хорватія), одна із архітектурних пам'яток міста. Знаходиться у південній частині головної міської площі.
Поряд з дзвіницею-вежею із годинником яскраву рису південно-західній частині площі надає Міська лоджія. Її перша будівля належить до XIV ст., однак, у 1471 році її відновив Нікола Флорентинець (1430—1505). Він дещо підійняв мощений майданчик, і це надало усій ділянці більш урочистого вигляду. Колони були доставлені із руїн античних споруд. Окрім однієї античної, усі інші капітелі середньовічного походження. 
На східній стіні лоджії Флорентинець викарбував чудовий барельєф, що має майже вичерпну пластику. Барельєф заключений у прямокутні рамки, всередині яких є декілька прямокутників менших за розміром із зображенням алегоричних образів, з гербами, написами та іншими декораціями. У центральному прямокутнику верхнього ряду виділяється алегоричний образ Справедливості із вагами. У менших прямокутниках, праворуч і ліворуч зображені янголи із написами у руках, присвячені справедливості. У центральному прямокутнику до 1932 року був першокласно викарбуваний венеційський лев. З обох сторін його облямовують трогірські патрони, блаженний Іоанн Трогірський, який тримає у руці макет міста Трогіра і святий Ловро (Лаврентій) із вертелем, символом своєї мученицької смерті. Ліворуч і праворуч, охоплюючи два ряди прямокутників, вирізьблені два високих ренесансних канделябри, які майже можна вважати захисним знаком Ніколи Флорентинця. У нижній частині барельєфа чергуються кам'яні візерунки, герби і написи.
Новий суддівський стіл, бо і огорожу із балюстрадами, створив на початку XVII століття створив Трифун Боканич (1575—1609). На південній стороні лоджії знаходиться барельєф, робота видатного хорватського скульптора Івана Мештровича (1883—1962), виконана у 1938 році, і зображує кінну фігуру єпископа і бана Петра Бериславича, уродженця міста Трогіра, заклятого ворога Венеційської республіки, який загинув у 1520 році у битві із турками.